# Dere subrubra
Dere subrubra är en skalbaggsart som beskrevs av J. Linsley Gressitt och Yves Rondon 1970. Dere subrubra ingår i släktet Dere och familjen långhorningar.
Artens utbredningsområde är Laos. Inga underarter finns listade i Catalogue of Life.